# Доброносов, Николай Иванович
Николай Иванович Доброносов (18 декабря 1925 — 21 сентября 2017) — токарь Копейского машиностроительного завода имени С. М. Кирова, Герой Социалистического Труда (05.04.1971).

## Биография
Родился в Одессе 18 декабря 1925 г. С 4 лет — сирота, воспитывался в детском доме.
В 1940 году поступил в ремесленное училище при Одесском судоремонтном заводе. В 1942 году вместе с училищем эвакуирован сначала в Челябинск, потом в город Копейск Челябинской области.
С 1943 года работал токарем на Копейском машиностроительном заводе имени С. М. Кирова.
Рационализатор, разработал новые конструкции резцов, метчиков, сверл, лерок, различных приспособлений.
В 1966 году (9 июля) первым из заводчан награждён орденом Ленина (семилетний план 1959—1965 выполнил за 4,5 года).
В 1971 г. присвоено звание Героя Социалистического Труда. Награждён серебряной медалью ВДНХ (1980).
С 1995 г. на пенсии. Жил в Копейске.
Умер 21 сентября 2017 года. Похоронен на аллее Героев Центрального кладбища Копейска.